# Четвертакове
Четвертакове — село в Україні, у Зноб-Новгородській селищній громаді Шосткинського району Сумської області. Населення становить 24 осіб. До 2016 орган місцевого самоврядування — Кренидівська сільська рада.

## Географія
Село Четвертакове знаходиться за 3 км від правого берега річки Свига. Біля села знаходиться великий масив іригаційних каналів, урочище Велике Болото. На відстані 0,5 км розташоване село Мефедівка.

## Символіка
Герб села розділений на 4 поля, що вказує на назву населеного пункту. Блакитний хрест - численні іригаційні канали біля села. 3 колоски символізують сільське господарство села. Чорне поле - урочище Велике Болото.

## Історія
Село було засновано в 1928 році мефедівськими комсомольцями на землях, виділених організованому ними колгоспу — «Комуністичний інтернаціонал молоді» (скорочено — КІМ).
Воно було невеликим населеним пунктом і в 1940 році налічувало 39 дворів, в яких проживало близько 150 жителів.
У роки Німецько-радянської війни німецькі загарбники спалили в Четвертаковому більшу частину дворів і розстріляли 9 жителів. Однак зусиллями місцевих жителів село було відновлено і до кінця 1950-их років налічувало близько 60 дворів, в яких проживало до 250 жителів. У радянський час у селі працювали магазин з продажу промислових та продовольчих товарів, молочнотоварна ферма, свиноферма і стайня.
У шістдесятих роках минулого століття село потрапило в розряд неперспективних населених пунктів і почало занепадати. Чисельність населення в ньому з року в рік знижувалося на 1 січня 2008 року в селі залишилося всього 16 жителів, а на сьогоднішній день і того менше.
За радянських часів і до 2016 року село Четвертакове носило назву Кім.
12 червня 2020 року, відповідно до розпорядження Кабінету Міністрів України № 723-р «Про визначення адміністративних центрів та затвердження територій територіальних громад Сумської області», село увійшло до складу Зноб-Новгородської селищної громади.
19 липня 2020 року, в результаті адміністративно-територіальної реформи та ліквідації Середино-Будського району, село увійшло до складу новоутвореного Шосткинського району.